# Lorenzo De Silvestri
Lorenzo De Silvestri, né le 23 mai 1988 à Rome en Italie, est un footballeur international italien. Il joue actuellement au poste d'arrière droit au Bologne FC.

## Biographie

### En club
Né à Rome en Italie, Lorenzo De Silvestri est formé par l'un des clubs de la capitale, la Lazio Rome. Il joue son premier match en professionnel le 23 juillet 2005, à l'occasion d'une rencontre de Coupe Intertoto contre les finlandais de Tampere United. Il entre en jeu à la place de Christian Manfredini ce jour-là et les deux équipes se neutralisent (1-1). Avec la Lazio il remporte le premier trophée de sa carrière, le 13 mai 2009, lors de la finale de la coupe d'Italie face à la Sampdoria Gênes. Il entre en jeu à la place de Cristian Brocchi et la Lazio s'impose aux tirs au but.
Le 26 août 2009, Lorenzo De Silvestri s'engage en faveur de l'ACF Fiorentina, signant un contrat de quatre ans plus une année en option.
Le 18 août 2016, Lorenzo De Silvestri rejoint le Torino FC.
Le 17 septembre 2020, Lorenzo De Silvestri s'engage librement au Bologne FC.

### En équipe nationale
Lorenzo De Silvestri fait ses débuts internationaux le 7 septembre 2010, sous les ordres de Cesare Prandelli, lors du match qualificatif à l'Euro 2012 face aux  Îles Féroé (5-0).

## Palmarès
- Vainqueur de la Coupe d'Italie en 2009 avec la Lazio Rome.